# 411 v.Chr.
Het jaar 411 v.Chr. is een jaartal volgens de christelijke jaartelling. 

## Gebeurtenissen

### Griekenland
- Tijdens de Oligarchische Revolutie, vormen Antiphon van Rhamnus en Theramenes de Raad van Vierhonderd deze wordt gekozen uit een volksvergadering van 5000 welgestelde burgers.
- Phrynichus wordt leider van de oligarchische partij in Athene, maar wordt door politieke tegenstanders vermoord.
- Antiphon van Rhamnus wordt voor de Atheense rechtbank gedaagd, ter dood veroordeeld en geëxecuteerd.
- Het Atheense leger komt in Piraeus en Samos in opstand, de oligarchie komt ten val.
- Thrasybulus roept Alcibiades terug naar Athene, hij wordt door de Atheense democraten in ere hersteld.
- De Atheense vloot onder Alcibiades verslaat Sparta in de slag bij Cynossema in de Hellespont.
- Koning Agis II van Sparta sluit opnieuw een verdrag met de Perzen, hij moet de hegemonie van het Perzische Rijk erkennen.
- Euagoras I keert terug naar Cyprus en maakt een eind aan het Foenicische bestuur in Salamis.
- Aristophanes schrijft Lysistrate en Thesmophoriazusae.
- Slag bij Syme
- Slag bij Eretria

## Geboren
- Timoleon (~411 v.Chr. - ~337 v.Chr.), Grieks staatsman en veldheer

## Overleden
- Antiphon van Rhamnus (~480 v.Chr. - ~411 v.Chr.), Grieks politicus en redenaar (69)
- Phrynichus, Atheens politicus